# Good News – Gute Nachrichten aus Stuttgart
Good News – Gute Nachrichten aus Stuttgart ist eine Wochenzeitung mit dem Konzept, nur gute Nachrichten aus der baden-württembergischen Landeshauptstadt Stuttgart zu publizieren. Sie ist am 15. September 2007 als Monatszeitung zum ersten Mal erschienen. Am 16. Oktober 2010 erschien die Zeitung erstmals wöchentlich.

## Konzept
Good News entstand mit dem Konzept, dass allgemein als schön empfundene Seiten Stuttgarts mehr beachtet werden sollten. Die optimistische Grundhaltung schlägt sich in den Rubriken der Wochenzeitung nieder. Good News arbeitet nicht mit klassischen Ressortbezeichnungen „Politik“, „Wirtschaft“, „Sport“ und „Kultur“, sondern wählt für die Benennung der Ressorts Adjektive. Diese Adjektive – „großartig“, „erfolgreich“, „sportlich“, „glücklich“ usw. – sollen die Facetten Stuttgarts widerspiegeln, die sich in der Wochenzeitung wiederfinden. Bei der Aufbereitung der Themen ist der Fokus oft auf die Menschen hinter den Themen gerichtet.
Good News sieht sich als unparteiisch und politisch neutral und zeichnet sich durch einen regionalen Schwerpunkt auf das Stadtgebiet Stuttgart aus. Die Wochenzeitung wird auf Zeitungspapier gedruckt. Ursprünglich erschien Good News im Berliner Format, seit der Umstellung auf wöchentliche Erscheinung wird sie im Rheinischen Format gedruckt. Durch den Einsatz von Bildern erhält sie einen magazinartigen Charakter.

## Zielgruppe
Good News richtet sich als Postwurfsendung an die Einwohner von Stuttgart, Gerlingen und Filderstadt.

## Verlag
Good News – Gute Nachrichten aus Stuttgart ist ein Produkt des RLvS Verlags.